# Берха
Берха (ісп. Berja) — муніципалітет в Іспанії, у складі автономної спільноти Андалусія, у провінції Альмерія. Населення — 15 325 осіб (2010).
Муніципалітет розташований на відстані близько 400 км на південь від Мадрида, 42 км на захід від Альмерії.
На території муніципалітету розташовані такі населені пункти: (дані про населення за 2010 рік)
- Баланегра: 2843 особи
- Берха: 12096 осіб
- Кастала: 72 особи
- Ла-Пеньярродада: 167 осіб
- Ель-Ріо-Чико: 75 осіб
- Ель-Ріо-Гранде: 50 осіб
- Бенінар: 22 особи

## Демографія
Динаміка населення (INE ):

## Галерея зображень

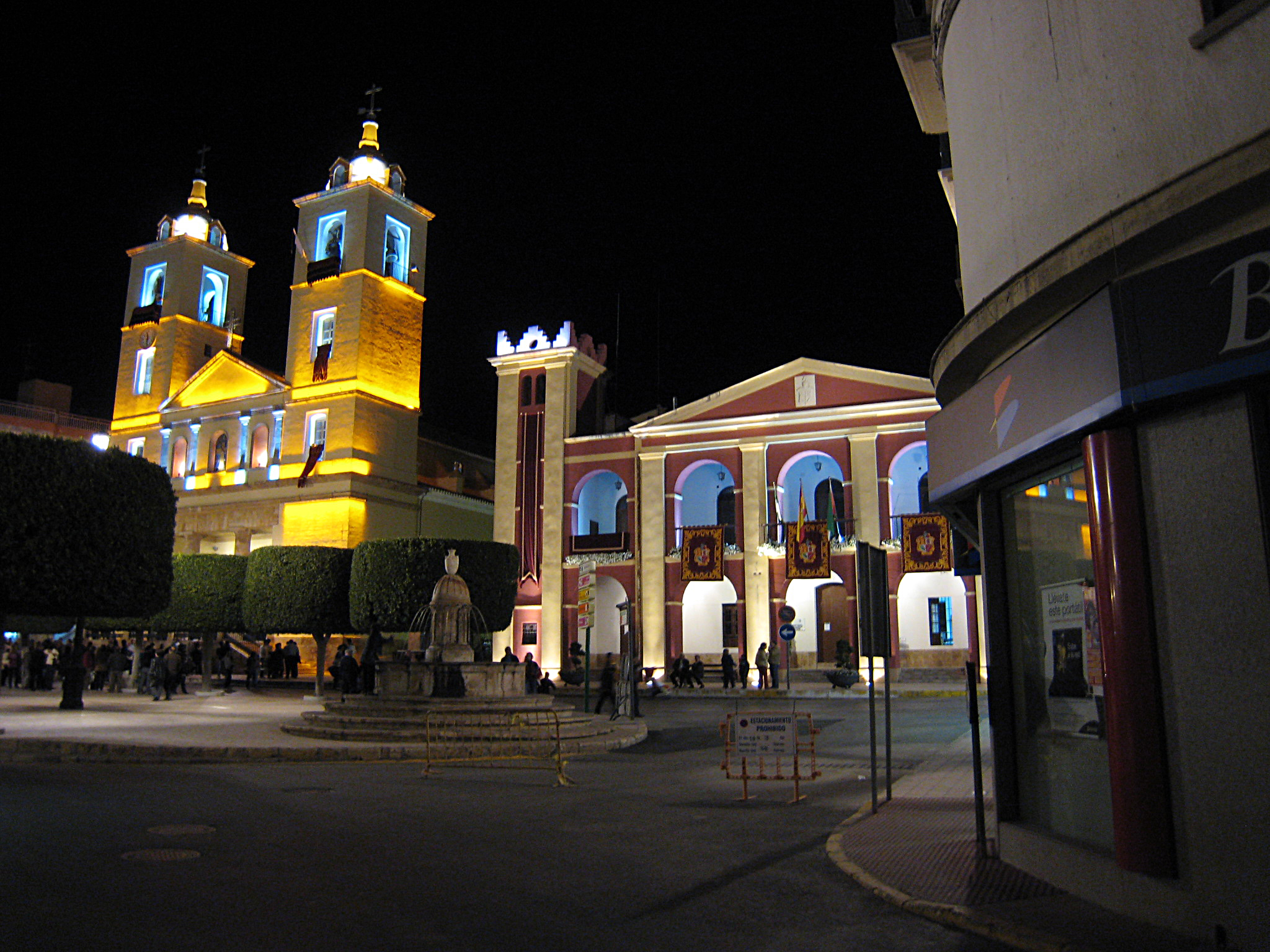
Берха
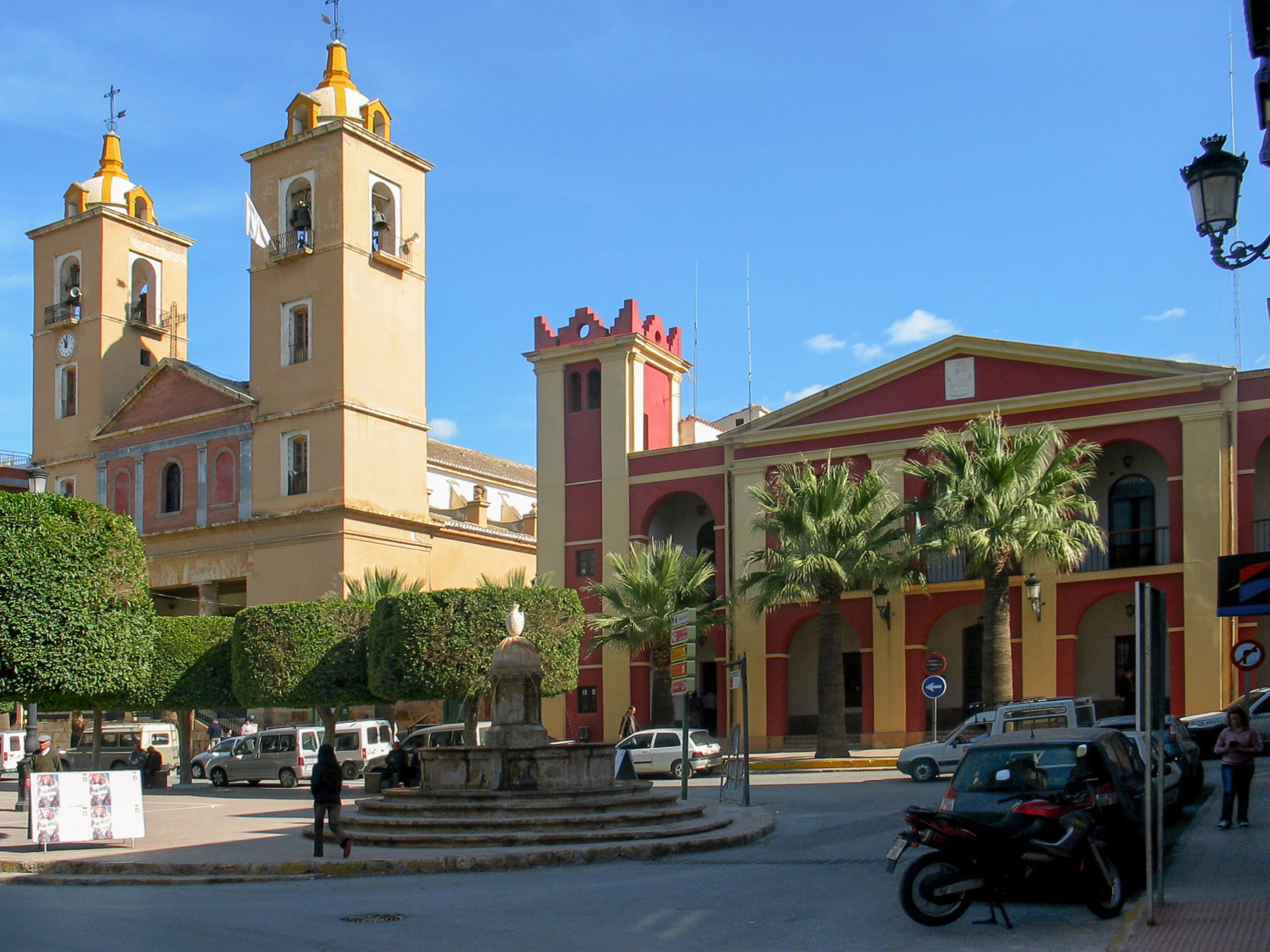
Берха, центральна площа, парафіяльна церква Ла-Анунсіасьйон і муніципальна рада
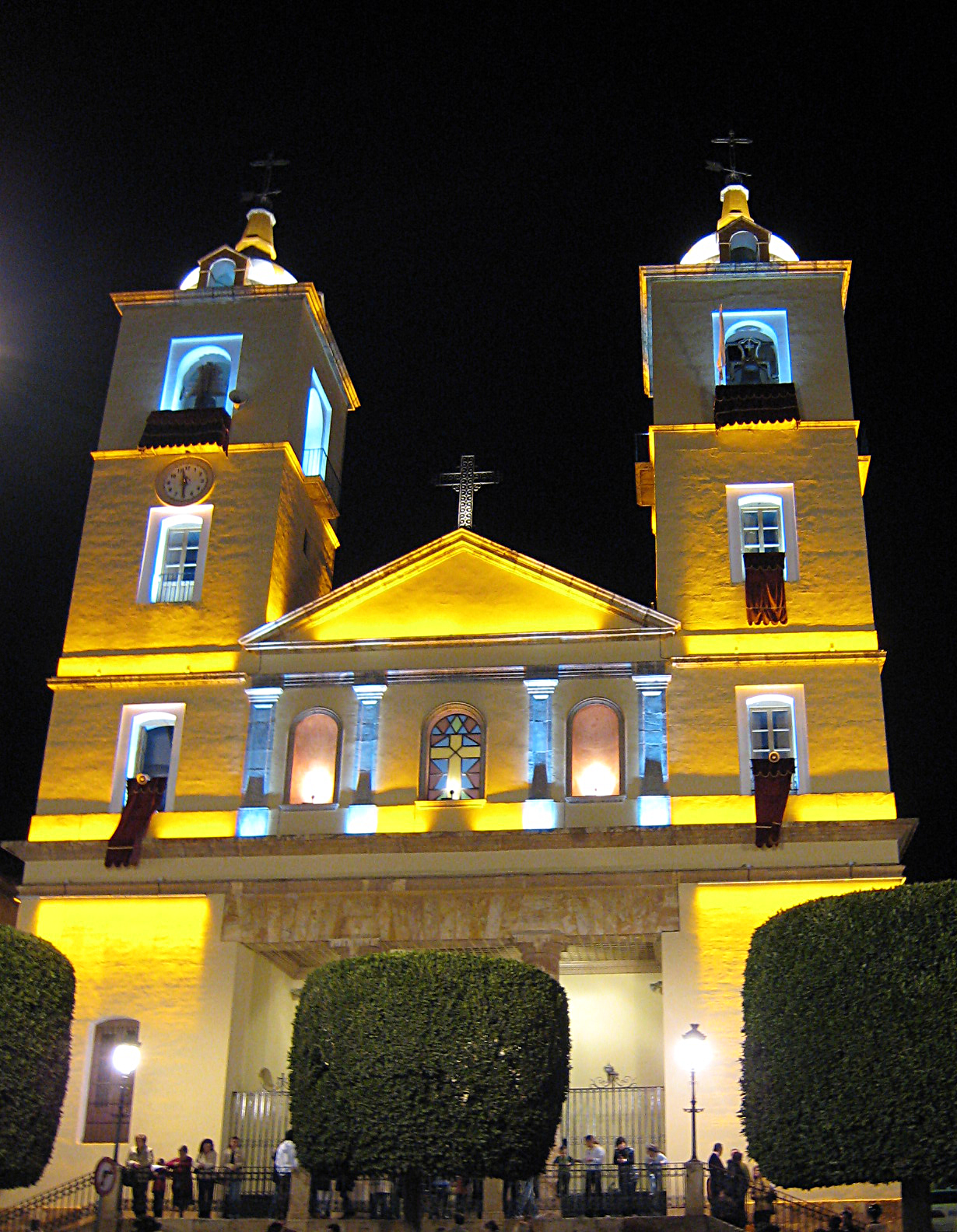
Церква Ла-Анунсіасьйон вночі